# Юрьевка (Красноярский край)
Ю́рьевка — село в Боготольском районе Красноярского края России. Административный центр Юрьевского сельсовета.

## География
Село находится на берегах реки Поперечка (приток реки Четь), на расстоянии 15 км к северо-западу от города Боготол, административного центра района Абсолютная высота — 241 м над уровнем моря.

## Население
| 2010 |
| ---- |
| 863  |

### Гендерный состав
По данным Всероссийской переписи населения 2010 года, в селе проживали 403 мужчины и 460 женщин.

## Улицы
| - ул. 50 лет Октября, - ул. Красносельская, - ул. Поперечная, | - ул. Рабочая, - ул. Сахалинская, - ул. Северная 1-я, | - ул. Северная 2-я, - ул. Северная 3-я, - ул. Центральная. |

## Известные уроженцы
- Трегубович, Виктор Иванович (1935—1992) — советский актёр, кинорежиссёр, сценарист. Народный артист РСФСР.